# فرایند هال–هرولت

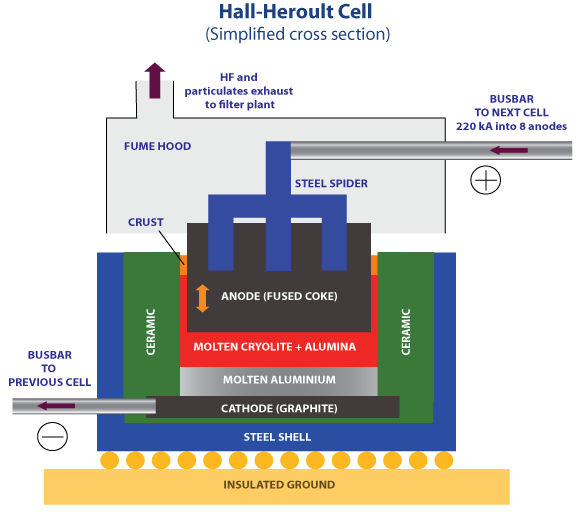
طرح کلی یک پیل الکترولیز صنعتی مربوط به فرایند هال

فرایند هال–هرولت (به انگلیسی: Hall–Héroult process) که با نام فرایند هال نیز شناخته می‌شود، فرایندی صنعتی جهت تولید انبوه فلز آلومینیم به روش الکترولیز است. این روش نخستین بار توسط دو دانشمند به نام‌های چارلز مارتین هال و پائول هرولت در سال ۱۸۸۶ میلادی ابداع گردید. این فرایند از طریق انتشار کربن دی‌اکسید در واکنش الکترولیتی به تغییرات آب و هوایی کمک می‌کند.
در حالت معمول آلومینیم اکسید که ماده اولیه تولید فلز آلومینیم است در دمای ۲۰۷۲ درجه سانتی گراد ذوب می‌شود که تأمین این دما از نظر اقتصادی بسیار گران است. ایده هال و هرولت این بود که در صورت افزودن مقداری کریولیت به مواد الکترولیت، می‌توان دمای ذوب مخلوط را تا ۹۶۰ درجه سانتی گراد تقلیل داد.
واکنش کلی که منجر به تخلیص آلومینیم در فرایند هال می‌شود به شرح زیر است:
۲ Al۲O۳ + ۳ C → ۴ Al + ۳ CO۲

## تولید

### مشکلات
آلومینیوم اولیه را نمی‌توان با الکترولیز نمک آبی آلومینیوم تولید کرد، زیرا یون‌های هیدرونیوم به راحتی آلومینیوم اولیه را اکسید می‌کند. اگرچه به جای آن می‌توان از نمک آلومینیوم مذاب استفاده کرد، اکسید آلومینیوم دارای نقطه ذوب ۲۰۷۲ سلسیوس است، بنابراین الکترولیز آن غیر عملی است. در فرایند هال هرولت، آلومینا،Al2O3 در کرولیت مصنوعی مذاب، Na3AlF6 حل می‌شود تا نقطه ذوب آن برای الکترولیز آسان‌تر شود. منبع کربن به طوری کلی یک کک (نوعی سوخت فسیلی) است.

### تئوری
در فرایند هال-هرولت واکنشهای ساده زیر در الکترودهای کربن اتفاق می‌افتد:
کاتد:
آند:
به‌طور کلی:
در حقیقت CO2 بسیار بیشتر از CO در آند تشکیل می‌شود:
کریولیت خالص دارای نقطه ذوب ۱۰۰۹±۱ °C است. با درصد کمی آلومینا که در آن محلول است، نقطه ذوب آن به حدود ۱۰۰۰ سلسیوس کاهش می‌یابد. علاوه بر این که از نقطه ذوب نسبتاً کمی برخوردار است، از کریولیت به عنوان الکترولیت استفاده می‌شود زیرا علاوه بر این، آلومینا را به خوبی حل می‌کند، الکتریسیته را هدایت می‌کند، در ولتاژ بالاتر از آلومینا به صورت الکترولیتی جدا می‌شود و همچنین در دمای مورد نیاز الکترولیز، دارای تراکم کمتری نسبت به آلومینیوم است.
آلومینیوم فلوراید(AlF3) معمولاً به الکترولیت اضافه می‌شود. نسبت NaF/AlF3 را نسبت کریولیت می‌نامند و در کریولیت خالص ۳ است. در تولیدات صنعتی، AlF3 به این ترتیب اضافه می‌شود که نسبت کریولیت ۲–۳ باشد تا نقطه ذوب بیشتر کاهش یابد، بنابراین الکترولیز می‌تواند در دمای بین ۹۴۰ تا ۹۸۰ °C اتفاق بیافتد. چگالی آلومینیوم مایع در دمای بین ۹۵۰ تا ۱۰۰۰ سلسیوس g/ml 2.3 است. چگالی الکترولیت باید کمتر از ۲٫۱ گرم بر میلی لیتر باشد، به طوری که آلومینیوم مذاب از الکترولیت جدا شده و در پایین سلول الکترولیز ته‌نشین می‌شود. علاوه بر AlF3، مواد افزودنی دیگری مانند لیتیوم فلوراید ممکن است برای تغییر خواص مختلف (نقطه ذوب، چگالی و غیره) به الکترولیت اضافه شود.
این مخلوط با عبور جریان مستقیم ولتاژ کم (کمتر از ۵ V) با سرعت ۱۰۰–۳۰۰ kA از طریق آن الکترولیز می‌شود. این باعث می‌شود که فلز مایع آلومینیوم، در کاتد رسوب کند، در حالی که اکسیژن حاصل از آلومینا با کربن آند ترکیب می‌شود و بیشتر دی‌اکسید کربن تولید می‌کند.
حداقل انرژی مورد نیاز در تئوری برای این فرایند ۶٫۲۳ KWh/(kg of Al) است، اما برای فرایند معمولاً ۱۵٫۳۷ KWh مورد نیاز است.

### عملکرد سلول
سلول‌ها در کارخانه‌ها ۲۴ ساعت شبانه روز کار می‌کنند تا مواد مذاب موجود در آنها جامد نشود. دمای داخل سلول از طریق مقاومت الکتریکی حفظ می‌شود. اکسیداسیون آند کربن با صرفه جویی در مصرف الکترودهای کربن و تولید دی‌اکسید کربن، بازده الکتریکی را افزایش می‌دهد.
در حالی که کریولیت جامد در دمای اتاق نسبت به آلومینیوم جامد چگال تر است، آلومینیوم مایع در دمای حدود ۱٬۰۰۰ درجه سلسیوس (۱٬۸۳۰ درجه فارنهایت) متراکم تر از کریولیت مذاب است. آلومینیوم در پایین سلول الکترولیتی غرق می‌شود و در آنجا به صورت دوره ای جمع می‌شود. آلومینیوم مایع هر ۱ تا ۳ روز از طریق سیفون از سلول خارج می‌شود تا نیازی به استفاده از شیر و پمپ‌های با درجه حرارت بسیار بالا نباشد. با حذف آلومینیوم، آلومینا به سلول‌ها اضافه می‌شود. آلومینیوم جمع شده از سلولهای مختلف در کارخانه در نهایت ذوب می‌شود تا محصول یکنواختی حاصل شود و به عنوان مثال ورق‌های فلزی ساخته می‌شود. مخلوط الکترولیتی با کک پاشیده می‌شود، تا از اکسید شدن آند جلوگیری شود.
سلول در آند گاز تولید می‌کند. در درجه اول CO2 حاصل از مصرف آند و هیدروژن فلورید (HF) از کریولیت و شار (AlF3) خارج می‌شود. در تأسیسات مدرن، فلوراید تقریباً به‌طور کامل در سلولها بازیافت می‌شود و بنابراین مجدداً در الکترولیز استفاده می‌شود. HF خارج شده را می‌تواند نمک سدیم، سدیم فلوراید خنثی کند. ذرات با استفاده از فیلترهای الکترواستاتیک یا کیسه ای گرفته می‌شوند. CO2 معمولاً به جو منتقل می‌شود.
همزدن مواد مذاب در سلول، باعث افزایش میزان تولید آن در ازای افزایش ناخالصی‌های کریولیت در محصول می‌شود. سلولهای طراحی شده مناسب می‌توانند از نیروهای مغناطیسی هیدرودینامیکی ناشی از جریان الکترولیز کننده برای تحریک الکترولیت استفاده کنند. در سلولهای استخر ساکن غیر تحریک کننده، ناخالصی‌ها یا به بالای آلومینیوم فلزی بالا می‌روند، یا در پایین فرومی‌روند و آلومینیوم با خلوص بالا در ناحیه میانی باقی می‌مانند.

### الکترودها
الکترودهای موجود در سلولها بیشتر کک هستند که در دماهای بالا خالص سازی شده‌اند. رزین پیچ یا تار به عنوان چسب استفاده می‌شود. موادی که بیشتر در آندها استفاده می‌شوند، کک و رزین گام هستند که عمدتاً باقیمانده‌های صنعت نفت هستند و باید از خلوص کافی بالایی برخوردار باشند، در نتیجه ناخالصی در آلومینیوم ذوب شده یا الکترولیت پایان نمی‌یابد.
دو فناوری اصلی آند در فرایند هال-هرولت استفاده می‌شود: فناوری Söderberg و فناوری prebaked (پیش پخته شده).
در سلولهای آندهای Söderberg یا آند خود پخت، در هر سلول الکترولیز یک آند وجود دارد. آند درون یک قاب قرار دارد و چون پایین آند در حین الکترولیز به‌طور عمده به CO2 تبدیل می‌شود، آند جرم خود را از دست می‌دهد و به آرامی درون قاب خود فرومی‌رود. مواد بیشتری به بالای آند به‌طور مداوم به صورت بریکت ساخته شده از کک و زمین اضافه می‌شود. گرمای از دست رفته حاصل از عملیات ذوب برای پخت بریکت‌ها به شکل کربن مورد نیاز برای واکنش با آلومینا استفاده می‌شود. فرایند پخت در آندهای Söderberg در حین الکترولیز، PAHهای سرطان‌زا و سایر آلاینده‌ها را بیشتر نسبت به الکترولیز با آندهای پیش پخته شده منتشر می‌کند و تا حدی به همین دلیل، سلولهای با استفاده از آند پیش پخته شده در صنعت آلومینیوم بیشتر رایج شده‌اند. بعد از شکسته شدن پوسته بالای مخلوط الکترولیت، از دو طرف آند Söderberg آلومینای بیشتری به الکترولیت اضافه می‌شود.
آندهای پیش پخته شده(prebaked) قبل از اینکه توسط سیستم‌های مختلف بالابر صنعتی سنگین در محلول الکترولیتی پایین بیایند، در کوره‌های گازی بسیار بزرگ در دمای بالا پخته می‌شوند. در هر سلول معمولاً ۲۴ آند از پیش پخته شده در دو ردیف وجود دارد. هر آند به‌طور عمودی و جداگانه توسط رایانه پایین می‌آید، زیرا در حین الکترولیز سطوح پایین آندها خرده می‌شوند. در مقایسه با آندهای Söderberg، آندهای پیش پخته شده توسط کامپیوتر را می‌توان به لایه آلومینیوم مذاب در پایین سلول نزدیک کرد بدون اینکه هیچ‌یک از آنها لایه را لمس کنند و در الکترولیز تداخل ایجاد کنند. این فاصله کمتر مقاومت ناشی از مخلوط الکترولیت را کاهش می‌دهد و کارایی آندهای پیش پخته شده را نسبت به آندهای Söderberg افزایش می‌دهد. فناوری Prebake همچنین خطر بسیار کمتری دارد (به زیر مراجعه کنید)، اما ساخت سلولهایی که از آن استفاده می‌کنند گرانتر و استفاده از آنها کار زیادی دارد، زیرا هر آند پیش ساخته در سلول پس از استفاده باید برداشته شود و جایگزین شود. آلومینا از بین آندهای موجود در سلولهای پیش پخت به الکترولیت اضافه می‌شود.
آندهای پیش پخت حاوی درصد کمتری از گام هستند، زیرا باید از آندهای Söderberg جامد تر باشند. بقایای آندهای پیش پخته شده برای ساخت آندهای جدید پیش پخت استفاده می‌شود. آندهای پیش پخته شده یا در همان کارخانه ای که الکترولیز اتفاق می‌افتد ساخته می‌شوند یا از جای دیگر به آنجا می‌آیند.
داخل حمام سلول، با کاتد ساخته شده از کک و زمین پوشانده شده‌است. کاتدها همچنین در حین الکترولیز تخریب می‌شوند، اما بسیار کندتر از آندها، بنابراین آنها نه به خلوص بالا نیاز دارند و نه به دفعات زیاد نگهداری می‌شوند. کاتدها معمولاً هر ۲–۶ سال تعویض می‌شوند. برای این کار باید کل سلول خاموش شود.

### اثر آند
اثر آند وضعیتی است که حباب‌های گاز زیادی در پایین آند تشکیل شده و به یکدیگر متصل می‌شوند و یک لایه را تشکیل می‌دهند. این مقاومت سلول را افزایش می‌دهد، زیرا نواحی کوچکتر از الکترولیت آند را لمس می‌کنند. این مناطق از الکترولیت و آند گرم می‌شوند وقتی که چگالی جریان الکتریکی سلول متمرکز شود تا فقط از آنها عبور کند. این باعث گرم شدن لایه گاز شده و باعث انبساط آن می‌شود، بنابراین سطح محل تماس الکترولیت و آند با یکدیگر بیشتر می‌شود. اثر آند باعث کاهش بازده انرژی و تولید آلومینیوم سلول می‌شود. این ماده همچنین باعث تشکیل تترافلورومتان (CF4) در مقادیر قابل توجهی می‌شود، تشکیل CO را افزایش می‌دهد و تا حدی نیز باعث تشکیل هگزافلورو اتان (C2F6) می‌شود. CF4 و C2F6، کلروفلوئوروکربن نیستند، و اگرچه به لایه ازن آسیب نمی‌رساند، اما هنوز گازهای گلخانه‌ای قوی هستند. اثر آند عمدتاً در سلولهای فناوری Söderberg یک مشکل است، نه در آند prebaked (پیش پخته شده).

## تاریخچه

### نیاز موجود
آلومینیوم فراوان‌ترین عنصر فلزی در پوسته زمین است، اما بندرت در حالت عنصری یافت می‌شود. آلومینیوم در بسیاری از مواد معدنی وجود دارد، اما منبع اصلی تجاری آن بوکسیت است، مخلوطی از اکسیدهای آلومینیوم هیدراته و ترکیبات عناصر دیگر مانند آهن.

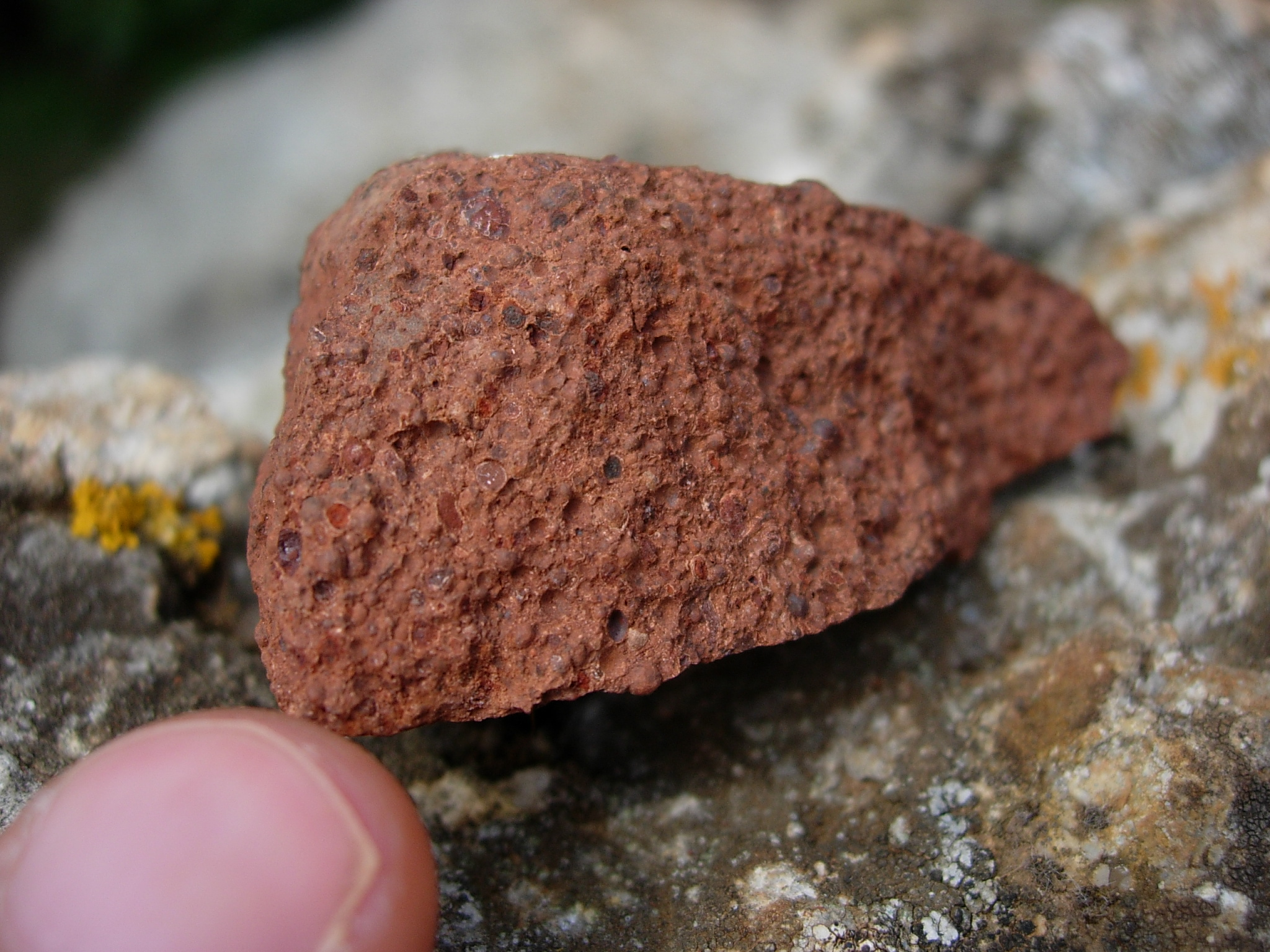
بوکسیت، سنگ معدن آلومینیوم. رنگ قهوه ای قرمز به دلیل وجود مواد معدنی اکسید آهن است. (https://commons.wikimedia.org/wiki/File:Bauxite_hérault.JPG)

قبل از فرایند هال-هرولت، آلومینیوم با حرارت دادن سنگ معدن همراه با سدیم یا پتاسیم در خلأ ساخته می‌شد. این روش پیچیده‌ای بود و موادی را مصرف می‌کرد که در آن زمان به خودی خود گران بودند. این بدان معنی بود که هزینه تولید مقدار کمی آلومینیوم ساخته شده در اوایل قرن نوزدهم بسیار زیاد بود، بیشتر از طلا یا پلاتین.
هزینه‌های تولید با استفاده از روش‌های قدیمی تر کاهش یافت، اما هنگامی که آلومینیوم به عنوان ماده درپوش، میله صاعقه در بالای بنای یادبود واشینگتن، در واشینگتن دی سی انتخاب شد، هنوز گرانتر از نقره بود.

### ابداع
فرایند هال – هرولت به‌طور مستقل و تقریباً همزمان در سال ۱۸۸۶ توسط شیمیدان آمریکایی چارلز مارتین هال و توسط پاول هرولت فرانسوی، هر دو ۲۲ ساله اختراع شد. برخی از نویسندگان ادعا می‌کنند که هال توسط خواهرش جولیا برینرد هال یاری شده‌است، با این حال، میزان درگیری وی مورد اختلاف بوده‌است. در سال ۱۸۸۸، هال اولین کارخانه تولید آلومینیوم در مقیاس بزرگ را در پیتسبورگ افتتاح کرد، که بعداً به شرکت Alcoa تبدیل شد.
در سال ۱۹۹۷، فرایند هال – هرولت با تشخیص اهمیت فرایند در تجاری سازی آلومینیوم، توسط انجمن شیمی آمریکا به عنوان یک نشان تاریخی شیمیایی ملی تعیین شد
.

### تأثیر اقتصادی
آلومینیوم تولید شده از طریق فرایند هال-هرولت، در ترکیب با انرژی الکتریکی ارزان‌تر، به ساخت آلومینیوم (و اتفاقاً منیزیم) به عنوان یک کالای ارزان قیمت به جای یک فلز گرانبها کمک کرد.
این، به نوبه خود، کمک کرد به پیشگامانی مانند هوگو جانکرز تا از آلیاژهای آلومینیوم و آلومینیوم منیزیم برای ساخت مواردی مانند هواپیماهای فلزی به هزاران نفر، یا هوارد لوند برای ساخت قایق‌های ماهیگیری آلومینیومی استفاده کنند.